# Иволга (экраноплан)
«Иволга» — российский экраноплан, сконструированный Вячеславом Васильевичем Колгановым, всесезонное экономичное транспортное средство многоцелевого назначения, прежде всего для обеспечения деятельности оперативных подразделений правоохранительных и природоохранных структур: мониторинга территории, патрулирования, проведения досмотровых операций плавучих объектов, поиска, перехвата, задержания нарушителей, буксировки плавсредств.

## Конструкция
Это был многоцелевой экраноплан, рассчитанный на перевозку до 12 пассажиров или до 1200 кг груза. Сконструированный по классической самолетной схеме, он визуально напоминал созданный под руководством Ростислава Алексеева гражданский экраноплан «Волга-2». «Иволга» имела  крыло со складывающимися консолями для простоты эксплуатации, два поршневых двигателя в передней части, поплавковое шасси и T-образный стабилизатор. Отклонения руля высоты осуществляется, как и на самолетах, с помощью педалей. Элероны отклоняются при помощи с помощью штурвальной колонки.  Для преодоления препятствий «Иволга» могла совершать подлет. Таким образом её стоит относить к экранопланм типа B.
На борту «Иволги» предусмотрен необходимый набор пилотажного и навигационного оборудования, включая спутниковый навигатор типа JPS. Кроме этого имеются системы электроснабжения, освещения и внешней сигнализации, вентиляции и отопления салона и моторных отсеков, пожаротушения. Установлены также морское оборудование и спасательные средства.
Кроме руля направления, управлять аппаратом по курсу можно изменением оборотов двигателей или шага винтов, отключением одного из пропеллеров посредством сцепления, а также отклонением секций заднего щитка электрогашетками на педалях.

## Модификации
| Название модели | Краткие характеристики, отличия.      |
| --------------- | ------------------------------------- |
| ЭЛ-7            | С двигателями ЗМЗ-4064-10 (200 л.с.). |
| ЭЛ-7С           | С двигателями BMW-S38 (286 л.с.).     |
| ЭК-12П          | С двигателями BMW M70 (236 л.с.).     |

## Характеристики (ЭК-12П)
Источник данных: Сайт ЗАО НПК «ТРЭК»

Технические характеристики
- Экипаж: 1-2
- Пассажировместимость: 12
- Грузоподъёмность: 1200 кг
- Длина: 16 м
- Размах крыла: 12,7 м
- Высота: 4 м
- Масса топлива во внутренних баках: 250 кг
- Осадка: 0,5 м (при дрейфе с выключенными двигателями)
- Силовая установка: 2 × ДВС BMW M70
- Мощность двигателей: 2 × 236 л.с.

Лётные характеристики
- Максимальная скорость: 220 км/ч
- Крейсерская скорость: 175-185 км/ч
- Практическая дальность: 1200 км (на высоте 0,8 м)
- Продолжительность полёта: 6 часов (на высоте 0,8 м)
- Перегоночная дальность: 1500
- Практический потолок: 30 м
- Статический потолок: до 3 м
- Мореходность: 3 балла